# Пальмафлор дель Тропико
«Клуб Депортиво Пальмафлор дель Тропико» (исп. Club Deportivo Palmaflor del Trópico), также иногда называемый просто «Пальмафлор дель Тропико» (исп. Palmaflor del Trópico) — боливийский футбольный клуб из города Кильякольо, административного центра одноимённой провинции департамента Кочабамба. В 2020 году команда дебютировала в Профессиональном дивизионе Боливии. До конца 2022 года клуб назывался «Атле́тико Пальмафло́р» (исп. Club Atlético Palmaflor), до 2019 года — «Мунисипаль Винто» (исп. Municipal Vinto).

## История
10 сентября 2008 года в городе Винто провинции Кильякольо был образован футбольный клуб «Мунисипаль Винто» (Club Municipal Vinto), и уже в 2009 году он получил лицензию от Футбольной ассоциации департамента Кочабамба. С тех пор команда регулярно выступала в Кубке Симона Боливара, который выполняет роль второго дивизиона в Боливии. Однако в середине 2010-х годов клуб столкнулся с серьёзными финансовыми проблемами. В 2017 году клуб приобрела группа инвесторов родом из провинции Инкисиви департамента Ла-Пас, обосновавшихся в Кильякольо. Они приняли решение передислоцировать команду в административный центр провинции (впрочем, города Кильякольо и Винто фактически слиты в единую конурбацию).
По итогам 2019 года «Мунисипаль Винто» стал победителем Кубка Симона Боливара, заработав, таким образом, путёвку в высший дивизион чемпионата Боливии. Команда под руководством Умберто Вивиани в обоих финальных матчах сумела обыграть «Реал Санта-Крус». В первой игре в гостях единственный гол с пенальти забил вратарь «Пальмафлора» Хуан Карлос Роблес. В начале ответного матча он не сумел реализовать пенальти, но в конце первого тайма исправился, вновь открыв счёт с 11-метровой отметки. В конце второго тайма Фабрисио Бустаманте забил второй мяч хозяев. В результате «Мунисипаль Винто» выиграл со счётом 2:0 (3:0 по сумме двух игр) и стал победителем Кубка Симона Боливара.
Перед началом финальных матчей Кубка Симона Боливара руководство клуба инициировало процедуру переименования клуба в «Атлетико Пальмафлор». Процедура была завершена уже после окончания чемпионата, поэтому в различных источниках его победителем указывается как «Мунисипаль Винто», так и «Атлетико Пальмафлор». Название «Пальмафлор» происходит от имени общины, расположенной в провинции Инкисиви, на границе департаментов Ла-Пас и Кочабамба. Само слово «Пальмафлор» переводится с испанского как «Пальмовый лист».
22 января 2020 года «Атлетико Пальмафлор» дебютировал в Профессиональном дивизионе Боливии. В матче первого тура Апертуры 2020 на «Эрнандо Силесе» команда проиграла «Боливару» со счётом 1:3. На 62 минуте игры при счёте 2:0 в пользу хозяев первым в истории «Пальмафлора» голом в Примере отметился бразильский нападающий Джефферсон Да Силва.

## Титулы и достижения
- Обладатель Кубка Симона Боливара (1): 2019